# Robin Curtis
Robin Curtis (New York Mills, New York, 15 giugno 1956) è un'attrice statunitense, nota soprattutto per avere interpretato il tenente vulcaniano Saavik in due film di Star Trek.

## Biografia

### Carriera cinematografica e televisiva
Sebbene la sua prima apparizione come 'Saavik' in Star Trek III - Alla ricerca di Spock (Kirstie Alley aveva interpretato per la prima volta questo ruolo in Star Trek II: L'ira di Khan) fosse stata promossa come il suo debutto cinematografico, in realtà Curtis aveva già lavorato in parecchi film e fatto apparizioni televisive. È tornata ad interpretare il ruolo del Tenente Saavik nel successivo film della serie, Rotta verso la Terra, sempre sotto la regia di Leonard Nimoy.
È stata coprotagonista dell'episodio del 1983 Short Notice della prima stagione della serie televisiva Supercar. Nel 1991 ha interpretato 'Carol Pulaski' nella soap opera General Hospital. Nel 1993 Curtis ha interpretato un altro personaggio alieno ('Tallera / T'Paal') nell'episodio in due parti Gambit di Star Trek: The Next Generation. Nell'episodio Deathwalker (1994) di Babylon 5 ha interpretato l'Ambasciatore Kalika degli Abbai. È apparsa in altre serie come Dream On, Ma che ti passa per la testa?, Giudice di notte, MacGyver, Johnny Bago e Un giustiziere a New York.
Tra gli altri ruoli cinematografici vi sono Hexed, Ghost Story, Shootdown, In Love with an Older Woman, A White Thread, A Black Thread e LBJ - The Early Years in cui aveva il ruolo di Jacqueline Kennedy.

### Teatro
Curtis ha lavorato in numerosi spettacoli teatrali regionali e nazionali, tra cui Gyspy, Applause, Oliver!, ...And Other Songs a New York. Si è esibita in The City Suite Off Broadway e in Garden a Los Angeles . Tra gli altri lavori vi sono The Nerd, The Man of La Mancha e The Apple Tree di George Bernard Shaw.

### Dopo il cinema
Dal 2004 Curtis ha intrapreso l'attività di agente immobiliare. A metà del 2005 ha debuttato il suo spettacolo da solista, un work-in-progress, Not My Bra, You Don't! - The Sexual Odyssey of a Forty-Nine Year Old Woman.
Attualmente fa alcune apparizioni alle convention di Star Trek in tutto il mondo.

## Filmografia parziale

### Cinema
- Storie di fantasmi (Ghost Story), regia di John Irvin (1981)
- In Love with an Older Woman, regia di Jack Bender (1982)
- First Affair, regia di Gus Trikonis (1983)
- Star Trek III - Alla ricerca di Spock (Star Trek III: The Search for Spock), regia di Leonard Nimoy (1984)
- Northstar, regia di Peter Levin (1986)
- Rotta verso la Terra (Star Trek IV: The Voyage Home), regia di Leonard Nimoy (1986)
- LBJ: The Early Years, regia di Peter Werner (1987)
- Shootdown, regia di Michael Pressman (1988)
- Tagteam, regia di Paul Krasny (1991)
- Bella, pazza e pericolosa (Hexed), regia di Alan Spencer (1993)
- The Unborn II, regia di Rick Jacobson (1994)
- Babyfever, regia di Victoria Foyt e Henry Jaglom (1994)
- Una gita da incubo (Hostile Intentions), regia di Catherine Cyran (1995)
- Bloodfist VI - Livello zero (Bloodfist VI: Ground Zero), regia di Rick Jacobson (1995)
- La stirpe (Dark Breed), regia di Richard Pepin (1996)
- Forza Babbo Natale (Santa with Muscles), regia di John Murlowski (1996)
- Scorpio One, regia di Worth Keeter (1998)
- Recoil, regia di Art Camacho (1998)
- Una moglie ideale (The Sex Monster), regia di Mike Binder (1999)
- Making Contact, regia di Molly Smith (1999)

### Televisione
- Supercar (Knight Rider) – serie TV, episodio 1x22 (1983)
- MacGyver – serie TV, episodi 1x04-2x20 (1985-1987)
- General Hospital – serie TV (1991)
- Ma che ti passa per la testa? (Herman's Head) – serie TV, episodio 2x04 (1992)
- Star Trek: The Next Generation – serie TV, episodi 7x04-7x05 (1993)
- Babylon 5 – serie TV, episodio 1x09 (1994)
- Space: Above and Beyond – serie TV, episodio 1x06 (1995)
- La signora in giallo (Murder, She Wrote) – serie TV, episodio 12x16 (1996)

## Doppiatrici italiane
- Simona Izzo in Star Trek III - Alla ricerca di Spock
- Isabella Pasanisi in Rotta verso la Terra
- Anna Rita Pasanisi in Bella, pazza e pericolosa